# Atruljalia ampla
Atruljalia ampla är en insektsart som beskrevs av Andrej Vasiljevitj Gorochov 2004. Atruljalia ampla ingår i släktet Atruljalia och familjen syrsor. Inga underarter finns listade i Catalogue of Life.